# Distretto di Tambo de Mora
Il distretto di Tambo de Mora è uno degli undici distretti della provincia di Chincha, in Perù. Si trova nella regione di Ica e si estende su una superficie di 22 chilometri quadrati.